# 곽은경
곽은경은 대한민국의 배우이다.

## 영화
- 남자 가정부 (이형표감독, 1979)
- 평양맨발 (남기남감독, 1980)
- 여호신 (최영철감독, 1980)
- 자유부인 (박호태감독, 1981)
- 여자가 울린 남자 (서윤모감독, 1981)
- 안개마을 (임권택감독, 1982)
- 원한의 공동묘지 (김인수감독, 1983)
- 내 이름은 마야 (김응천감독, 1983)
- 미녀공동묘지 (김인수감독, 1985)
- 빨간앵두2 (박호태감독, 1985)
- 이브의 체험 (곽정환감독, 1985)
- 뽕 (이두용감독, 1985)
- 잊을수 없는 순간 (이강윤감독, 1987)
- 제2의 사춘기 (박호태감독, 1987)
- 공방살 화녀 (박호태감독, 1987)
- 산머루 (김영한감독, 1988)
- 성노 (이상준감독, 1989)
- 매춘 2 (고영남감독, 1989)
- 여자 25시 (박일랑감독, 1989)
- 매춘 25시 (박일랑감독, 1989)
- 찬란한 욕정 (이상준감독, 1989)
- 목마부인 (최영철감독, 1989)
- 신사(동 부인 (박일랑감독, 1989)
- 도시의 상처 (이길주감독, 1990)
- 색녀도 (박호태감독, 1990)
- 이조 여인숙명사 청상계 (윤석봉감독, 1990)
- 숲은 소리가 없다 (최영철감독, 1990)
- 자유여자 (박호태감독, 1990)
- 남자시장 (유진선감독, 1990)
- 끼있는 여자는 밤이슬을 좋아한다 (이운철감독, 1991)
- 청상계 (윤석봉감독, 1991)
- 변금련 (엄종선감독, 1991)
- 빠담풍 (엄종선감독, 1992)
- 빨간장미 (최영철감독)